# TKU Live News
『TKU Live News』（ティーケーユーライブニュース）は、テレビ熊本で2019年4月1日から生放送の熊本県内を対象にしたローカルワイドニュース番組である。

## 番組概要
2019年3月29日まで放送されていた、「TKUプライムニュース」の後継番組且つそれをリニューアルした番組。キー局・フジテレビの夕方ワイド及び夕方ニュースの『プライムニュース イブニング』が1年で終了し、『Live News it!』に切り替えられたことに伴い、2019年4月1日放送開始。
平日ローカルパートは、前番組及び前々番組「TKUみんなのニュース」、その前番組で2013年から2015年にかけ放送された「TKUスーパーニュース（第2期）」、更にはその前番組で、2008年10月改編で設けられた「TKUスーパーニュースぴゅあピュア」の時代からメインキャスターが変わらない等、基本的な体制は変わっておらず、フジテレビの番組や、ローカル体制の変更に伴うタイトルの変更を除けば、平日ローカルパートは10年以上続く事実上の長寿番組となっている。2023年5月2日より8年ぶりにスタジオセットがリニューアルし、フジテレビのV9スタジオ（LiveNews）のセットに寄ったデザインとなった。
　
タイトルロゴ
カラーリング：LiveNews（背景黄色）TKU（ロゴ）
上の段は『Live』中の段は『News』、下の段は『TKU』と表記。

## 放送時間
- 平日 15:45 - 19:00（2020年9月28日 - ）
- 土・日曜 17:30 - 18:00

なお、平日に関しては2019年4月1日 - 2020年4月20日・2020年6月14日 - 9月25日にかけては16:49 - 19:00であった。

### 番組の構成（平日の場合）

#### 2024年10月現在
| 時間  | 放送内容                                            | 備考 |
| ----- | --------------------------------------------------- | --- |
| 15:45 | Live News イット!・第1部                            | フジテレビからの任意ネット。編成上はここから放送開始。以前は基本的に直前の再放送枠からステブレレスで接続していたが、2023年現在はCM及び予告を挟み本編が開始されている。                                                    |
| 16:49 | （ネット局の大半は差し替えを行うがTKUはネット継続） | キー局から。2023年3月まではTKUのスタジオから伝えていた。 |
| 16:50 | Live News イット!・第2部                            | - |
| 17:48 | Live News イット!・第3部                            | 全国ニュース。 |
| 18:11 | 熊本県内の最新ニュース・天気                        | ローカルニュース。2020年の時点では、全国ニュースとステブレレスで接続し、18:09開始となっていたが、2021年1月以降は18:09にローカルの提供クレジットを出し、本編はCMを挟んだ18:10:30開始となっている。                         |
| 18:48 | Live News イット!・第3部『AIInews 6』               | フジテレビからの任意ネットに再び飛び乗り。これも以前はステブレレス接続だったが、2021年1月以降はステーションブレイクとローカルの提供クレジットを挟んで接続している。ニュースが多い場合や緊急時等は臨時にネット返上となる。 |

## 出演者
平日版
今井以外は『TKUプライムニュース』から続投。○印はTKUアナウンサー。
- 尾谷いずみ ○
- 郡司琢哉 ○
- 林田雪菜（タレント） - 天気キャスター
- 今井亮佑（崇城大学教授）- 解説。2020年4月 - （金曜日のみ）

土曜・日曜版
TKUアナウンサーがシフト勤務で担当しているが、社内事情から、2021年4月18日より、平日版で気象キャスターをつとめる林田が、土曜あるいは日曜どちらかのシフトに入る場合がある。何れも基本的に昼の「FNN_Live_News_days (週末版)」ローカル枠と兼務。

### 過去の出演者
平日版
- 平野有益（熊本日日新聞元編集委員） - コメンテーター。「FNN TKUスーパーニュースぴゅあピュア」時代から続投（2011年4月 - ）。2020年3月限りで降板[7]。

## TKU歴代の夕方ニュース
| 期間      | 期間      | 平日                               | 週末                           |
| --------- | --------- | ---------------------------------- | ------------------------------ |
| 1969.4.1  | 1980.3.30 | TKUニュース                        | TKUニュース                    |
| 1980.3.31 | 1981.4.1  | TKUニュース                        | FNNニュースレポート5:30        |
| 1981.4.2  | 1984.9.30 | TKUニュース・アイ                  | FNNニュースレポート5:30        |
| 1984.10.1 | 1985.3.31 | FNN TKUニュース・アイ              | FNNニュースレポート5:30        |
| 1985.4.1  | 1989.4.2  | FNN TKUニュース・アイ              | FNNスーパータイム              |
| 1989.4.3  | 1997.3.30 | TKUスーパータイム                  | TKUスーパータイム              |
| 1997.3.31 | 1998.3.29 | FNN TKUニュース5:50 ザ・ヒューマン | FNN TKUニュース ザ・ヒューマン |
| 1998.3.30 | 2002.3.31 | TKUスーパーニュース                | TKUスーパーニュース FNN        |
| 2002.4.1  | 2008.3.30 | TKUスーパーニュースぴゅあピュア    | TKUスーパーニュース FNN        |
| 2008.3.31 | 2013.3.31 | TKUスーパーニュースぴゅあピュア    | FNNスーパーニュースWEEKEND     |
| 2013.4.1  | 2015.3.29 | TKUスーパーニュース FNN            | FNNスーパーニュースWEEKEND     |
| 2015.3.30 | 2018.4.1  | TKU みんなのニュース               | TKU みんなのニュース Weekend   |
| 2018.4.2  | 2019.3.31 | TKUプライムニュース                | TKUプライムニュース            |
| 2019.4.1  | 現在      | TKU Live News                      | TKU Live News                  |